# Сельскохозяйственный район штата Алагоас (мезорегион)

Сельскохозяйственный район штата Алагоас на карте.

Сельскохозяйственный район штата Алагоас (порт. Mesorregião do Agreste Alagoano) — административно-статистический мезорегион в Бразилии, входит в штат Алагоас. Население составляет 623 302 человека (на 2010 год). Площадь — 5769,777 км². Плотность населения — 108,03 чел./км².

## Демография
Согласно сведениям, собранным в ходе переписи 2010 г. Национальным институтом географии и статистики (IBGE), население мезорегиона составляет:
| Полное население                            | Полное население                            | Полное население                            | Полное население                            | 623 302 |
| ------------------------------------------- | ------------------------------------------- | ------------------------------------------- | ------------------------------------------- | ------- |
| в том числе:                                | Городское население                         | 351 384                                     | Процент городского населения, %             | 56,37   |
|                                             | Сельское население                          | 271 918                                     | Процент сельского населения, %              | 43,63   |
|                                             | Мужское население                           | 302 679                                     | Процент мужского населения, %               | 48,56   |
|                                             | Женское население                           | 320 623                                     | Процент женского населения, %               | 51,44   |
| Плотность населения, чел/км²                | Плотность населения, чел/км²                | Плотность населения, чел/км²                | Плотность населения, чел/км²                | 108,03  |
| Население мезорегиона в % к населению штата | Население мезорегиона в % к населению штата | Население мезорегиона в % к населению штата | Население мезорегиона в % к населению штата | 19,97   |

## Статистика
- Валовой внутренний продукт на 2003 год составляет 1 234 014 000 реалов (данные: Бразильский институт географии и статистики).
- Валовой внутренний продукт на душу населения на 2003 год составляет 1631 реал (данные: Бразильский институт географии и статистики).
- Индекс развития человеческого потенциала на 2000 год составляет 0,568 (данные: Программа развития ООН).

## Состав мезорегиона
В мезорегион входят следующие микрорегионы:
1. Арапирака
2. Палмейра-дуз-Индиус
3. Трайпу